# ژامبه
ژامبه (به لاتین: Jambes) یک منطقهٔ مسکونی در بلژیک است که در نمور، بلژیک واقع شده‌است.